# Syngrapha hochenwarthi
Syngrapha hochenwarthi là một loài bướm đêm trong họ Noctuidae.

## Hình ảnh

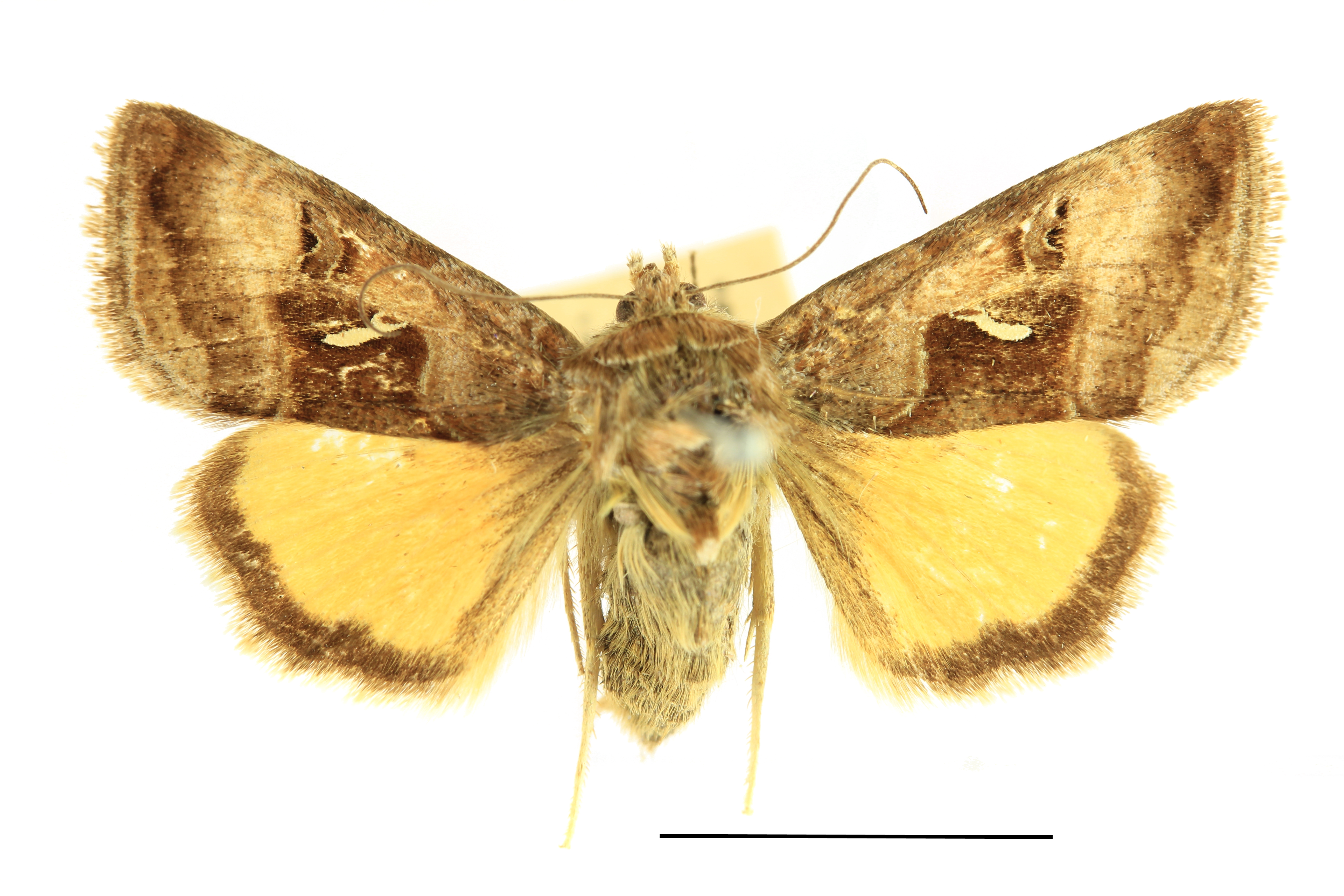